# Lekovina
Lekovina (cyr. Лековина) – wieś w Czarnogórze, w gminie Bijelo Polje. W 2011 roku liczyła 258 mieszkańców.